# Chính sách Ánh Dương
Chính sách Ánh Dương là một chính sách ngoại giao mà Hàn Quốc áp dụng với Cộng hòa Dân chủ Nhân dân Triều Tiên từ năm 1998 cho đến cuộc bầu cử tổng thống Lee Myung-bak năm 2008. Từ khi được đề xuất dưới thời tổng thống Hàn Quốc Kim Dae Jung, chính sách này đã mang lại sự hợp tác chính trị to lớn hơn cũng như một vài thời khắc lịch sử trong quan hệ liên Triều. Hai cuộc họp thượng đỉnh liên Triều diễn ra tại Bình Nhưỡng (tháng 6 năm 2000 và tháng 10 năm 2007) đã đem đến một số dự án kinh tế thu hút sự chú ý của dư luận và những cuộc gặp mặt ngắn ngủi của những gia đình bị chia cắt bởi Chiến tranh Triều Tiên.
Năm 2000, tổng thống Kim Dae-jung đã được trao giải Nobel Hòa bình vì những thành công của ông trong việc thực thi chính sách Ánh Dương.

## Khái quát
Chính sách này có mục đích chính là làm dịu thái độ của Triều Tiên với Hàn Quốc bằng cách khuyến khích hợp tác và hỗ trợ kinh tế.
Chính sách an ninh quốc gia này có ba nguyên tắc chính:
- Không khiêu khích quân sự
- Miền Nam sẽ không cố gắng thu hút sự chú ý của miền Bắc theo bất cứ cách nào
- Miền Nam chủ động tìm kiếm sự hợp tác

Những nguyên tắc này có ý nghĩa truyền đi thông điệp rằng miền Nam không mong muốn thôn tính hoặc ngầm phá hoại chính quyền miền Bắc; mục tiêu của nó là cùng chung sống hòa bình hơn là thay đổi chế độ.

## Chính quyền Kim Dae-jung
Dưới thời chính quyền Kim Dae Jung, chính sách Ánh Dương lần đầu được khởi xướng và thi hành. Hợp tác kinh tế Bắc-Nam bắt đầu phát triển, bao gồm một tuyến đường sắt và khu du lịch Kim Cương Sơn, nơi mà hàng ngàn công dân Hàn Quốc đến đó du lịch cho đến năm 2008, thời điểm đã diễn ra một vụ nổ súng và những chuyến du lịch này đã bị hủy bỏ. Mặc dù đàm phán rất khó khăn nhưng cũng đã có ba cuộc đoàn viên giữa những gia đình bị chia ly được tổ chức.
Năm 2000, Kim Dae-jung và Kim Jong-il đã gặp nhau tại một cuộc họp thượng đỉnh, đây cũng là cuộc thảo luận đầu tiên giữa những nhà lãnh đạo của hai chính phủ kể từ sau chiến tranh Triều Tiên. Tuy nhiên, sau cuộc họp, những đối thoại giữa hai quốc gia đã bị đình trệ. Những chỉ trích dành cho chính sách này đã tăng lên và Bộ trưởng Bộ Thống nhất Hàn Quốc Lim Dong-won đã bị mất chức sau một cuộc bỏ phiếu bất tín nhiệm 3 tháng 9 năm 2001. Sau vụ tấn công khủng bố 11 tháng 9 năm 2001, Hoa Kỳ đã liệt Triều Tiên vào danh sách Trục ma quỷ và miền Bắc đã ngừng các cuộc đối thoại với miền Nam. Năm 2002, một cuộc giao tranh nhỏ tại khu vực bãi cá có tranh chấp đã làm bốn lính hải quân Hàn Quốc thiệt mạng và càng làm xấu đi mối quan hệ liên Triều..